# Coilodes fumipennis
Coilodes fumipennis är en skalbaggsart som beskrevs av Gilbert John Arrow 1909. Coilodes fumipennis ingår i släktet Coilodes och familjen Hybosoridae. Inga underarter finns listade i Catalogue of Life.